# Liljeordningen
Liljeordningen (Liliales) är en ordning av enhjärtbladiga växter, där bland annat liljeväxterna ingår. De flesta arter som ingår i ordningen är örtartade, men det finns även några lianer och buskar. Liliales-växter är mestadels fleråriga och har näringslagrande växtdelar såsom knölar eller rhizomer. Växterna finns över hela världen, men de större familjerna (med fler än 100 arter) finns framför allt på norra halvklotet, medan de mindre (med upp till 10 arter) oftast återfinns på det södra halvklotet, ibland endast i Australien eller Sydamerika. Det totala antalet arter i Liliales är omkring 1 300, vilket är ganska få jämfört med andra växtordningar.
När det nästan bara finns örter i en växtgrupp så är det ovanligt med fossila lämningar. Det finns flera arter från eocen, såsom Petermanniopsis anglesaensis och taggrankor (Smilax), men identifieringen är inte fullständig. En annan känd fossil är Ripogonum scandens från miocen. Eftersom fynden är få verkar det inte möjligt att säkert bestämma åldern på växterna i Liliales. Det finns antaganden om att de uppstod under krita för över 100 miljoner år sedan. 
I äldre klassificeringssystem ingick många fler familjer i ordningen Liliales, men flera av dem har flyttats till andra ordningar och dessutom har två nya skapats; Dioscoreales och Asparagales. Flera släkten som tidigare ingick i liljeväxtfamiljen har flyttats till andra familjer. Följande familjer ingår numera i Liliales:
- Alströmeriaväxter (Alstroemeriaceae)
- Campynemataceae
- Klätterliljeväxter (Philesiaceae)
- Liljeväxter (Liliaceae, inklusive Calochortaceae)
- Luzuriagaceae
- Nysrotsväxter (Melanthiaceae, inklusive trebladsväxter, Trilliaceae)
- Ripogonaceae
- Smilaxväxter (Smilaceae)
- Tidlöseväxter (Colchicaceae)
- Trebladsväxter (Trilliaceae)

Ibland anges att även Corsiaceae ingår.